# Archimedes (inslagkrater)

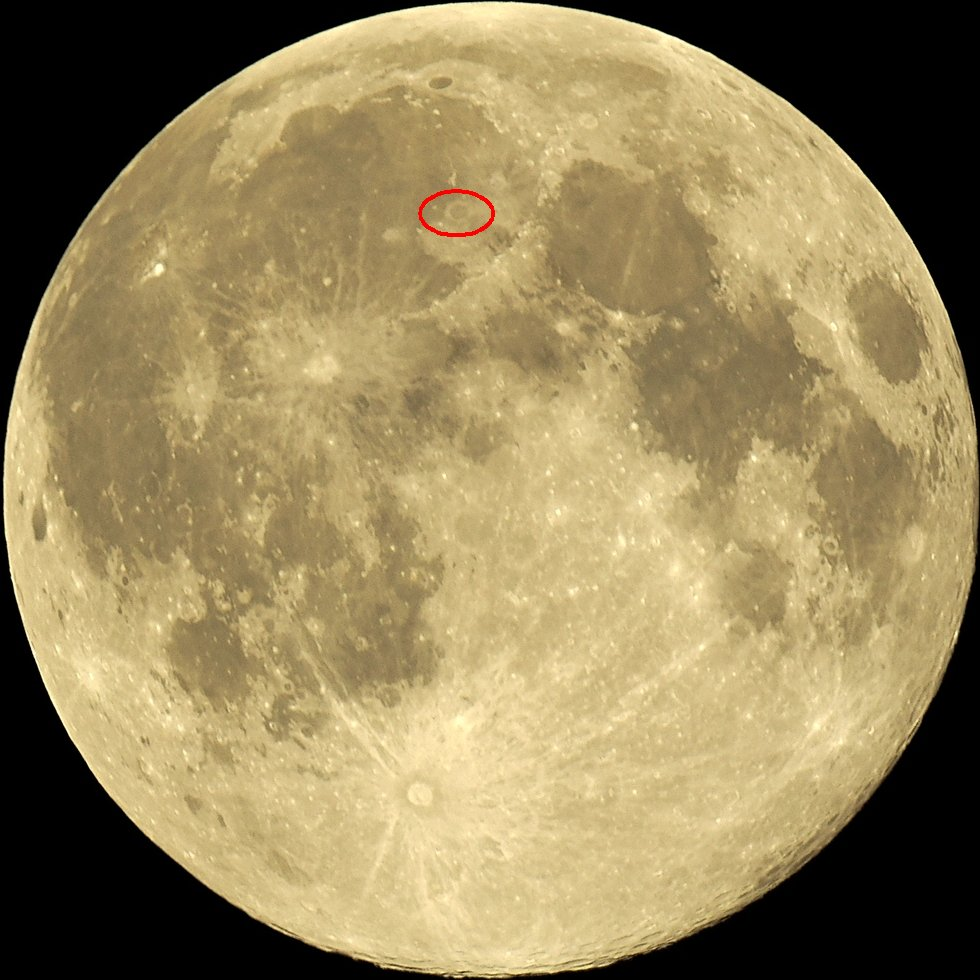
De locatie van Archimedes op de Maan

Archimedes is een grote inslagkrater op de Maan. De krater ligt aan de oostelijke rand van de Mare Imbrium. Ten zuiden van de krater liggen de Montes Archimedes, een bergachtig gebied. Aan de zuidoostelijke rand ligt de vlakte Palus Putredinis, die een systeem van rillen bevat (de Rimae Archimedes) dat zich over zo'n 150 km uitstrekt. Ten noordnoordwesten van Archimedes liggen de Montes Spitzbergen, een langgerekte bergketen in de Mare Imbrium.
Ten oosten van Archimedes ligt de krater Autolycus, tussen de twee kraters in ligt de landingsplek van de Loenik 2, het eerste onbemande ruimtevaartuig dat op de Maan landde in 1959.
Ten noordwesten van Archimedes bevindt zich de krater Aristillus. De lavavlakte tussen Archimedes, Aristillus en Autolycus vormt de "baai" Sinus Lunicus van de Mare Imbrium. Een marerug loopt van Archimedes naar het noordnoordwesten, daarbij de Sinus Lunicus doorkruisend.
In diameter is Archimedes de grootste krater in de Mare Imbrium. De buitenkant van de kraterrand is lichter door het hogere albedo van de ejecta, maar de krater mist een duidelijk straalsysteem zoals veel jongere kraters hebben.
Het binnenste van de krater is overspoeld met marebasalt en daarom zeer vlak. Er zijn wel een aantal kleine kratertjes in de buurt van de rand. De krater bevat willekeurig verspreidde lichter gekleurde ejecta die waarschijnlijk afkomstig zijn van de inslag waarmee Autolycus vormde.

## Nomenclatuur
De naam Archimedes is afkomstig van Giovanni Battista Riccioli . Eerdere benamingen waren afkomstig van Michael van Langren (Roma ), en Johannes Hevelius (Mons Argentarius , naar Monte Argentario in Italië).

## Satellietkraters
| Archimedes | Breedtegraad | Lengtegraad | Doorsnede |
| ---------- | ------------ | ----------- | --------- |
| C          | 31.6° NB     | 1.5° WL     | 8 km      |
| D          | 32.2° NB     | 2.6° WL     | 5 km      |
| E          | 25.0° NB     | 7.2° WL     | 3 km      |
| G          | 29.1° NB     | 8.2° WL     | 3 km      |
| H          | 23.9° NB     | 7.0° WL     | 4 km      |
| L          | 25.0° NB     | 2.6° WL     | 4 km      |
| M          | 26.1° NB     | 3.2° WL     | 3 km      |
| N          | 24.1° NB     | 3.9° WL     | 3 km      |
| P          | 25.9° NB     | 2.5° WL     | 3 km      |
| Q          | 28.5° NB     | 2.4° WL     | 3 km      |
| R          | 26.0° NB     | 6.6° WL     | 4 km      |
| S          | 29.5° NB     | 2.7° WL     | 3 km      |
| T          | 30.3° NB     | 5.0° WL     | 3 km      |
| U          | 32.8° NB     | 1.9° WL     | 3 km      |
| V          | 32.9° NB     | 4.0° WL     | 3 km      |
| W          | 23.8° NB     | 6.2° WL     | 4 km      |
| X          | 31.0° NB     | 8.0° WL     | 2 km      |
| Y          | 29.9° NB     | 9.5° WL     | 2 km      |
| Z          | 26.8° NB     | 1.4° WL     | 2 km      |

De volgende satellietkraters zijn door de Internationale Astronomische Unie hernoemd:
- Archimedes A — Bancroft.
- Archimedes F — MacMillan.
- Archimedes K — Spurr.